# Gianluca Brambilla

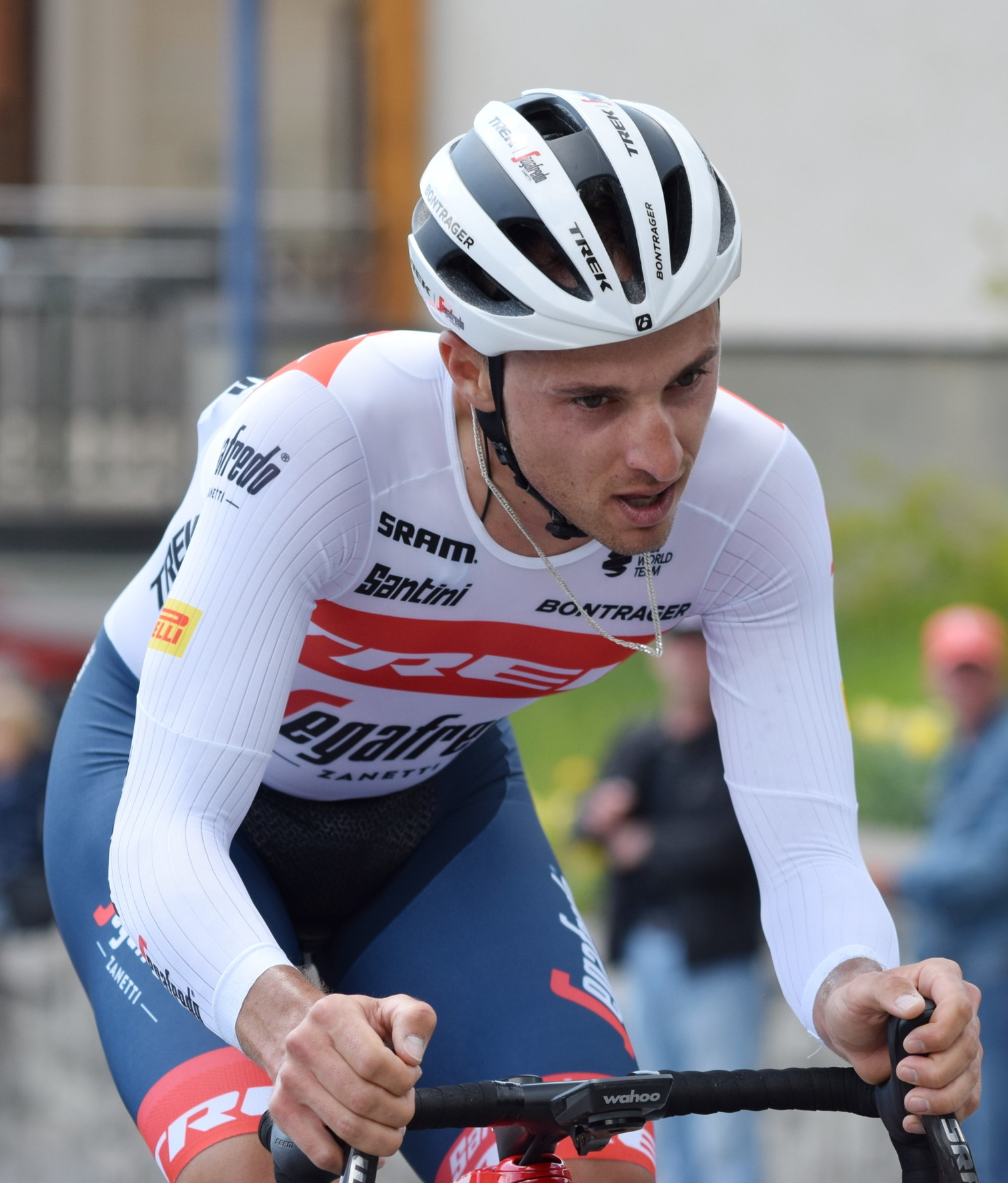
Brambilla bei der Tour de Romandie 2022

Gianluca Brambilla (* 22. August 1987 in Bellano) ist ein italienischer Radrennfahrer.

## Karriere
Gianluca Brambilla gewann 2009 das italienische Eintagesrennen Gran Premio Palio del Recioto und 2009 das Etappenrennen Giro della Regione Friuli Venezia Giulia. Darauf erhielt er 2010 einen Vertrag beim Professional Continental Team Colnago-CSF Inox, für das er 2010 den Gran Premio Nobili Rubinetterie gewann. Den Giro d’Italia 2012 beendete er als 13. Danach wechselte er 2013 zum ProTeam Omega Pharma-Quick-Step.
Am 8. September 2014 wurde während der 16. Etappe der Vuelta a España Gianluca Brambilla nach einer handgreiflichen Auseinandersetzung mit Ivan Rowny von der Jury aus dem Rennen genommen.
2016 wurde Brambillas bis dahin erfolgreichste Saison. Er siegte im Frühjahr zunächst bei der Trofeo Pollenca. Beim Giro d’Italia gewann er die achte Etappe nach einem Angriff auf dem über Naturstraßen führenden letzten Anstieg als Solist und übernahm dadurch das Maglia Rosa, das er auch auf dem Zeitfahren der neunten Etappe noch einmal verteidigen konnte. Nachdem er bei den italienischen Meisterschaften Zweiter wurde, gelang ihm ein weiterer Etappensieg bei einer Grand Tour auf dem 15. Teilstück der Vuelta a España als seine Attacke zu Beginn einen Generalangriff auf den führenden Chris Froome auslöste und Brambilla die Bergankunft gegen den späteren Gesamtsieger Nairo Quintana gewann.
Zur Saison 2018 wechselte Brambilla zum Team Trek-Segafredo. Nach vier sieglosen Jahren gewann er im Februar 2021 als Solist die Abschlussetappe der dreitägigen Tour des Alpes-Maritimes et du Var und damit auch die Gesamtwertung. Nach noch einem weiteren Jahr bei Trek-Segafredo verließ er zur Saison 2023 das Team und wurde Mitglied im Q36.5 Pro Cycling Team.

## Erfolge
2008
- Gran Premio Palio del Recioto

2009
- Gesamtwertung Giro della Regione Friuli Venezia Giulia

2010
- Gran Premio Nobili Rubinetterie – Coppa Papà Carlo

2012
- Mannschaftszeitfahren Giro di Padania

2016
- Trofeo Pollenca
- eine Etappe Giro d’Italia
- Italienische Meisterschaft – Straßenrennen
- eine Etappe Vuelta a España

2021
- Gesamtwertung und eine Etappe Tour des Alpes-Maritimes et du Var

## Grand-Tour-Platzierungen
| Grand Tour            | 2011 | 2012 | 2013 | 2014 | 2015 | 2016 | 2017 | 2018 | 2019 | 2020 | 2021 | 2022 |
| --------------------- | ---- | ---- | ---- | ---- | ---- | ---- | ---- | ---- | ---- | ---- | ---- | ---- |
| Giro d’ItaliaGiro     | 95   | 13   | 105  | 29   | –    | 22   | –    | 18   | 49   | DNF  | DNF  | –    |
| Tour de FranceTour    | –    | –    | –    | –    | –    | –    | 53   | –    | –    | –    | –    | –    |
| Vuelta a EspañaVuelta | –    | –    | –    | DSQ  | 13   | 23   | –    | 16   | 42   | –    | 22   | –    |